# Palazzo Ducale (Gubbio)
Il Palazzo Ducale, detto anche Corte Nuova, fronteggia il duomo di Gubbio e fu fatto costruire dal duca di Urbino Federico da Montefeltro nel 1470, in stile rinascimentale, su preesistenti costruzioni medievali.
Dal dicembre 2014 il Ministero per i beni e le attività culturali lo gestisce tramite il Polo museale dell'Umbria, nel dicembre 2019 divenuto Direzione regionale Musei Umbria.

## Descrizione

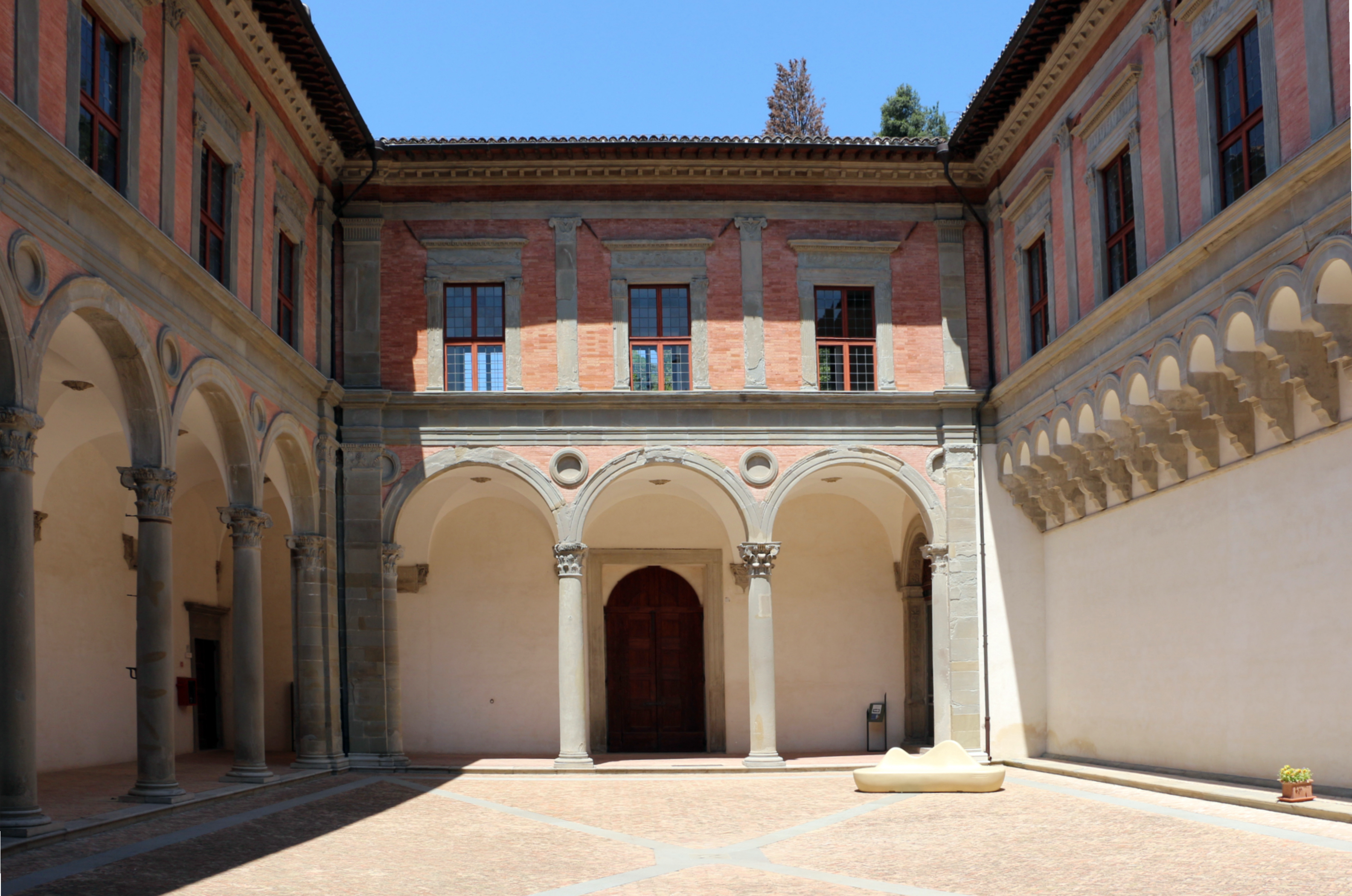
Il cortile d'onore.

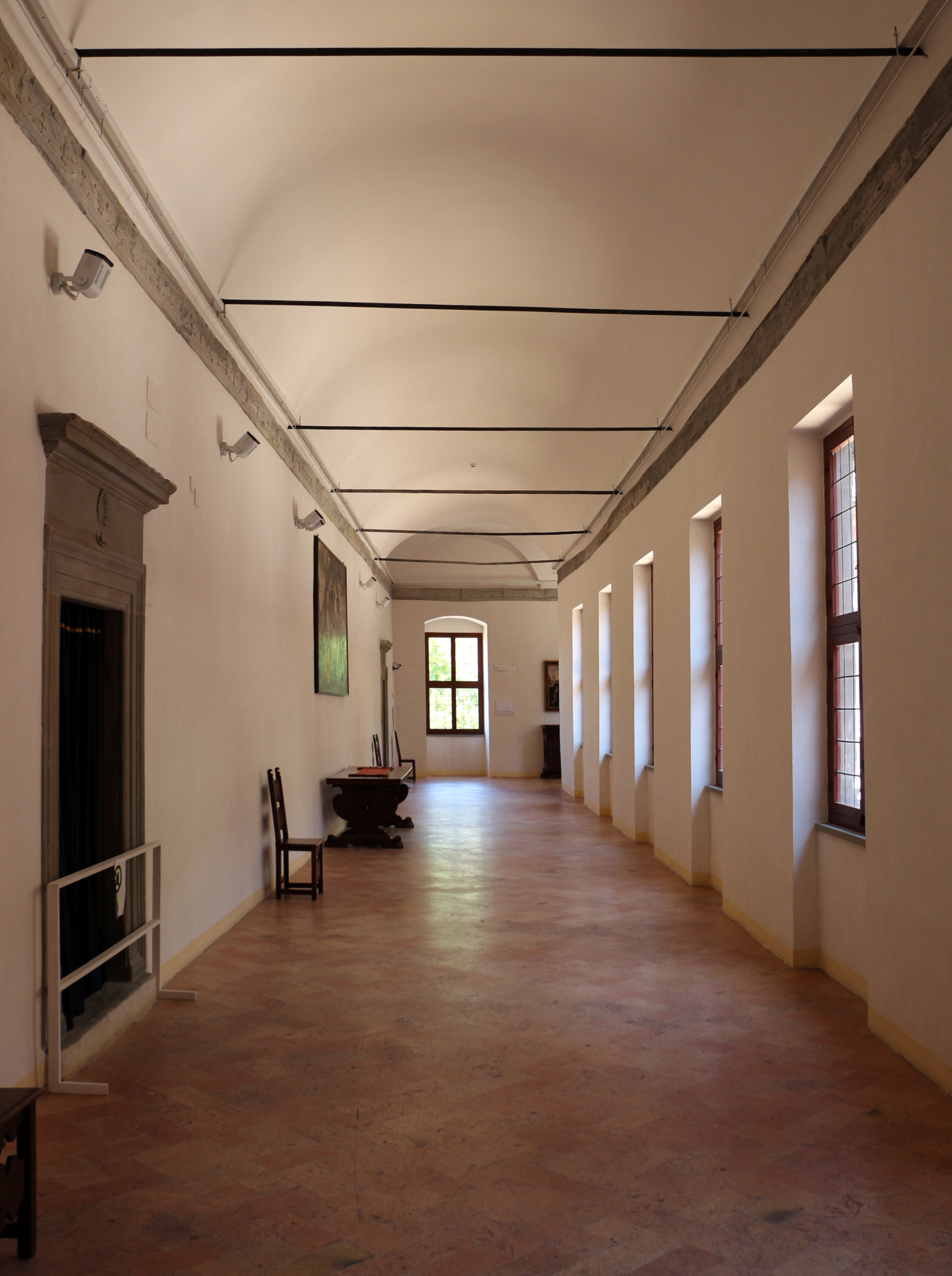
Corridoio del primo piano.

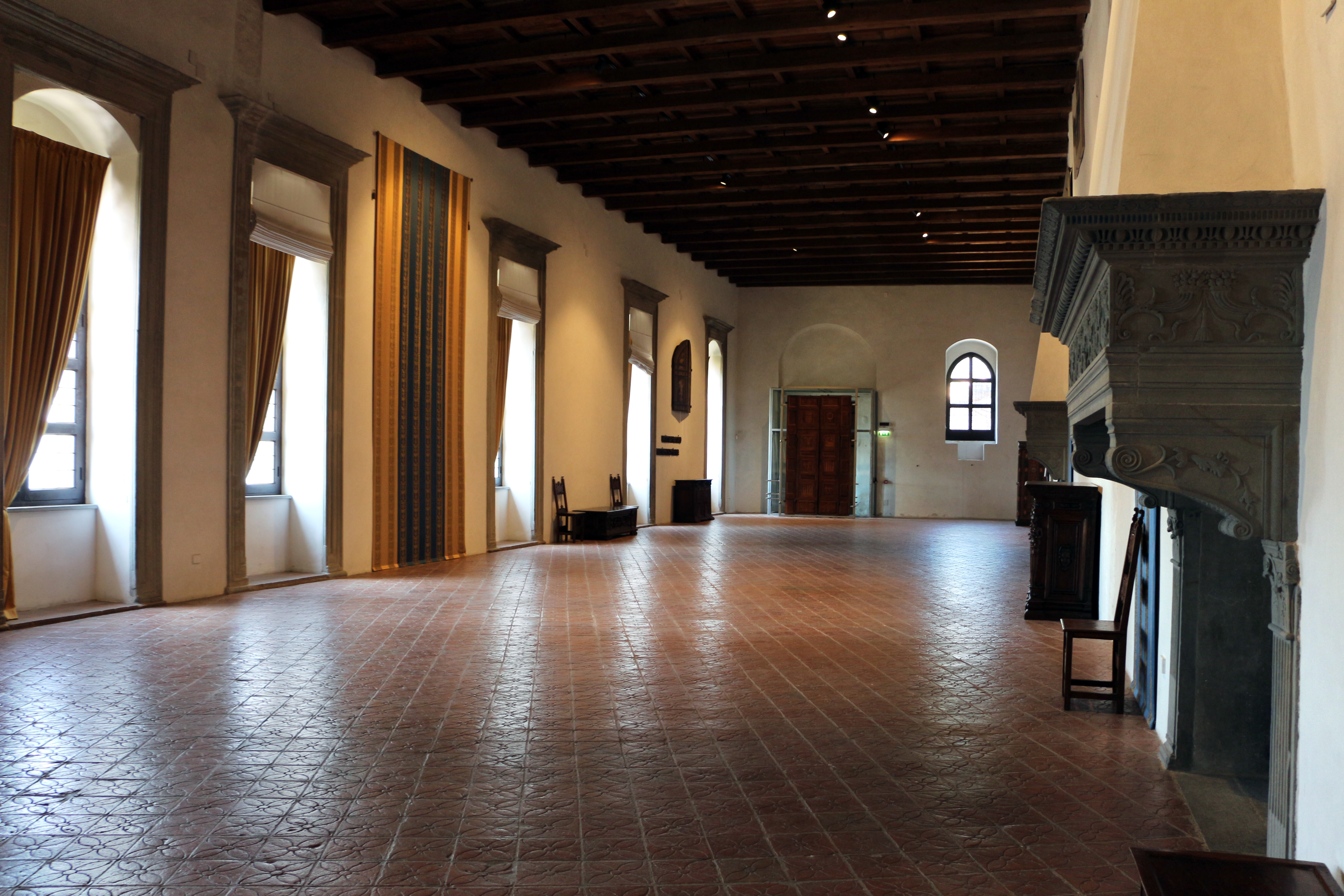
Salone interno.

Il palazzo, progettato dall'architetto senese Francesco di Giorgio Martini, è strutturato in due corpi di fabbrica, orientati uno verso la vallata ed il secondo verso la montagna, congiunti dall'artistico ed arioso cortile centrale.
Unico esempio del Rinascimento in una città prettamente medievale, il palazzo si distingue per la finezza architettonica e la ricercatezza delle decorazioni, soprattutto nei capitelli del cortile, nei portali e nei camini, i cui fregi furono eseguiti da Bernardino di Nanni dell'Eugenia.
Dall'armonioso cortile centrale, messo in risalto dalle sfumature dei colori dei mattoni e della pietra serena e dalle finestre del piano nobile ripartite da lesene, si accede all'interno dell'edificio che conserva tuttora alcuni originali elementi ornamentali. Appaiono degni di nota: due armadi lignei secenteschi, i battenti di portone intarsiati ed abbelliti con stemmi dei Montefeltro che si notano pure su raffinate ante di finestre, unitamente ad una serie di angeli musicanti.
I saloni del palazzo (come le stanze dei duchi e il bagno di Battista Sforza, consorte di Federico e qui morta) sono contraddistinti dalla presenza di monumentali camini, ma le travature dei soffitti sono state rifatte: l'arredamento originale è scomparso da tempo come il famoso studiolo di Guidobaldo da Montefeltro, venduto, dopo vari passaggi di proprietà, nel 1939, al Metropolitan Museum di New York.
Lo studiolo, simile a quello del palazzo di Urbino, fu voluto da Federico e i disegni delle tarsie di Francesco di Giorgio trovarono un'esemplare attuazione dal fiorentino Giuliano da Maiano: i lavori terminarono sotto il regno di Guidobaldo I (1482-1502) che ne dispose maggiormente, per cui sarà conosciuto con il suo nome.
Nel 2009 è stata sistemata, nel Palazzo ducale, una pregevole replica dello studiolo, realizzata dalla bottega Minelli di Gubbio.